# Akkhadet Suksiri
Akkhadet Suksiri (thailändisch อัคเดช สุขศิริ; * 17. Juli 2000) ist ein thailändischer Fußballspieler.

## Karriere
Akkhadet Suksiri steht seit 2020 beim Ranong United FC unter Vertrag. Der Verein aus Ranong spielte in der zweiten thailändischen Liga, der Thai League 2. Sein Zweitligadebüt gab er am 21. November 2020 im Auswärtsspiel gegen den Chainat Hornbill FC. Hier wurde er nach der Halbzeitpause für Todsawee Deeprasert eingewechselt. Für Ranong bestritt er 32 Ligaspiele. Im August 2022 unterschrieb er einen Vertrag beim Drittligisten Thonburi United FC. Mit dem Verein aus der Hauptstadt Bangkok spielte er viermal in der Bangkok Metropolitan Region der Liga. Nach der Hinrunde 2022/23 kehrte er zu seinem ehemaligen Verein Ranong zurück. Als Tabellenvorletzter musste er mit dem Verein am Ende der Saison 2022/23 in die dritte Liga absteigen. Nach dem Abstieg verließ er den Verein und schloss sich im Sommer 2023 dem Drittligaaufsteiger PT Satun FC an. Mit dem Verein aus Satun spielte er 32-mal in der Southern Region der Liga. Nach der Hinrunde 2024/25 wurde sein Vertrag im Dezember 2024 nicht verlängert.